# Университетская клиника Гамбург-Эппендорф

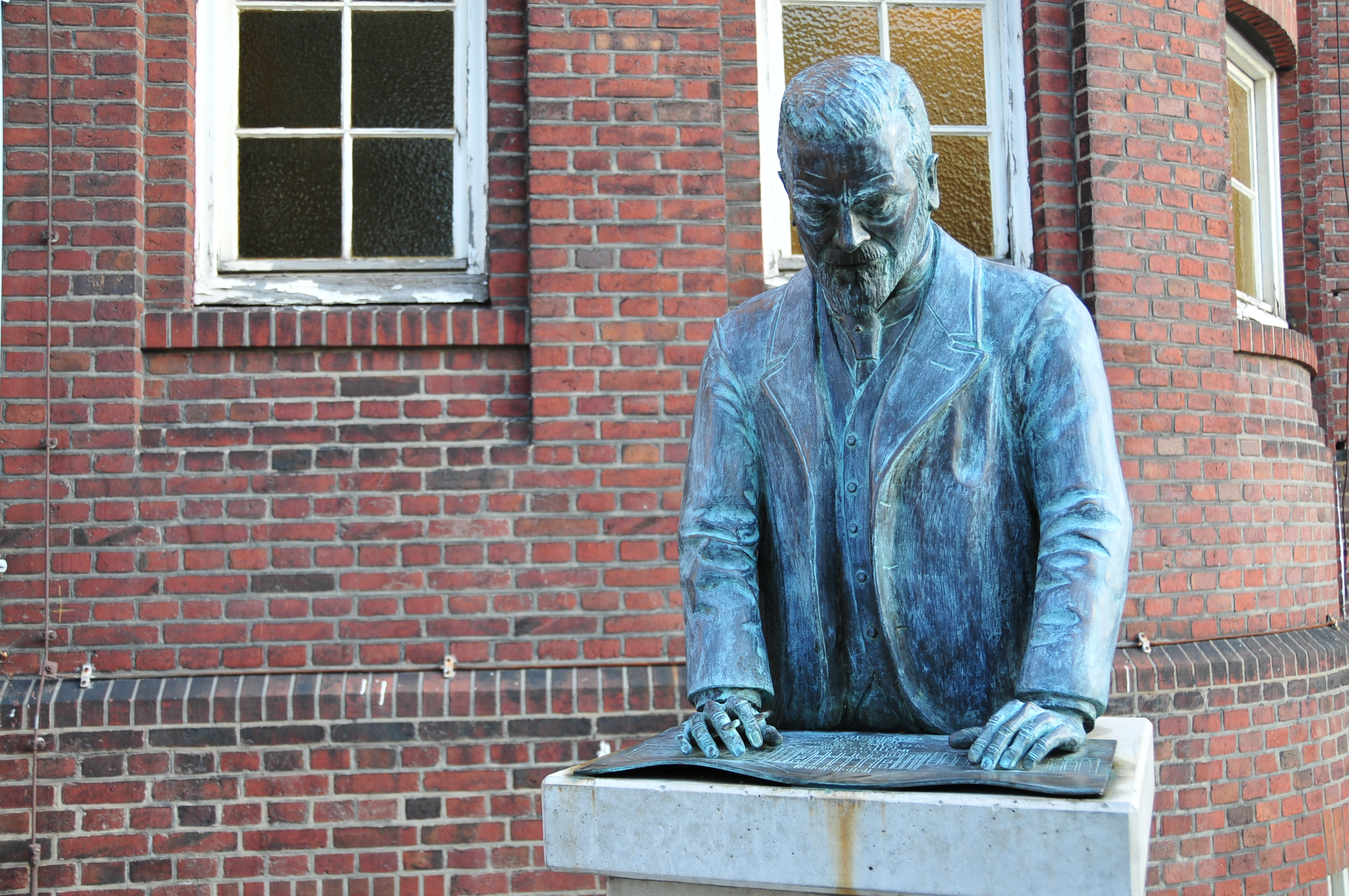
Бронзовая статуя архитектора Фрица Шумахера
в парке Университетской клиники Гамбург-Эппендорф

Университетская клиника Гамбург-Эппендорф (нем. Universitätsklinikum Hamburg-Eppendorf) — медицинский центр Севера Германии, расположенный в районе Эппендорф города Гамбург.

## История
Клиника была основана в 1884 году и к 1889 году представляла собой комплекс из 70 зданий, возведённых на территории городского парка. В первые десятилетия XX века одно из главных зданий было построено немецким архитектором Фрицем Шумахером, а всего к началу XXI столетия на территории клиники было возведено 170 зданий.

## Клинические центры Университетской клиники Гамбург-Эппендорф

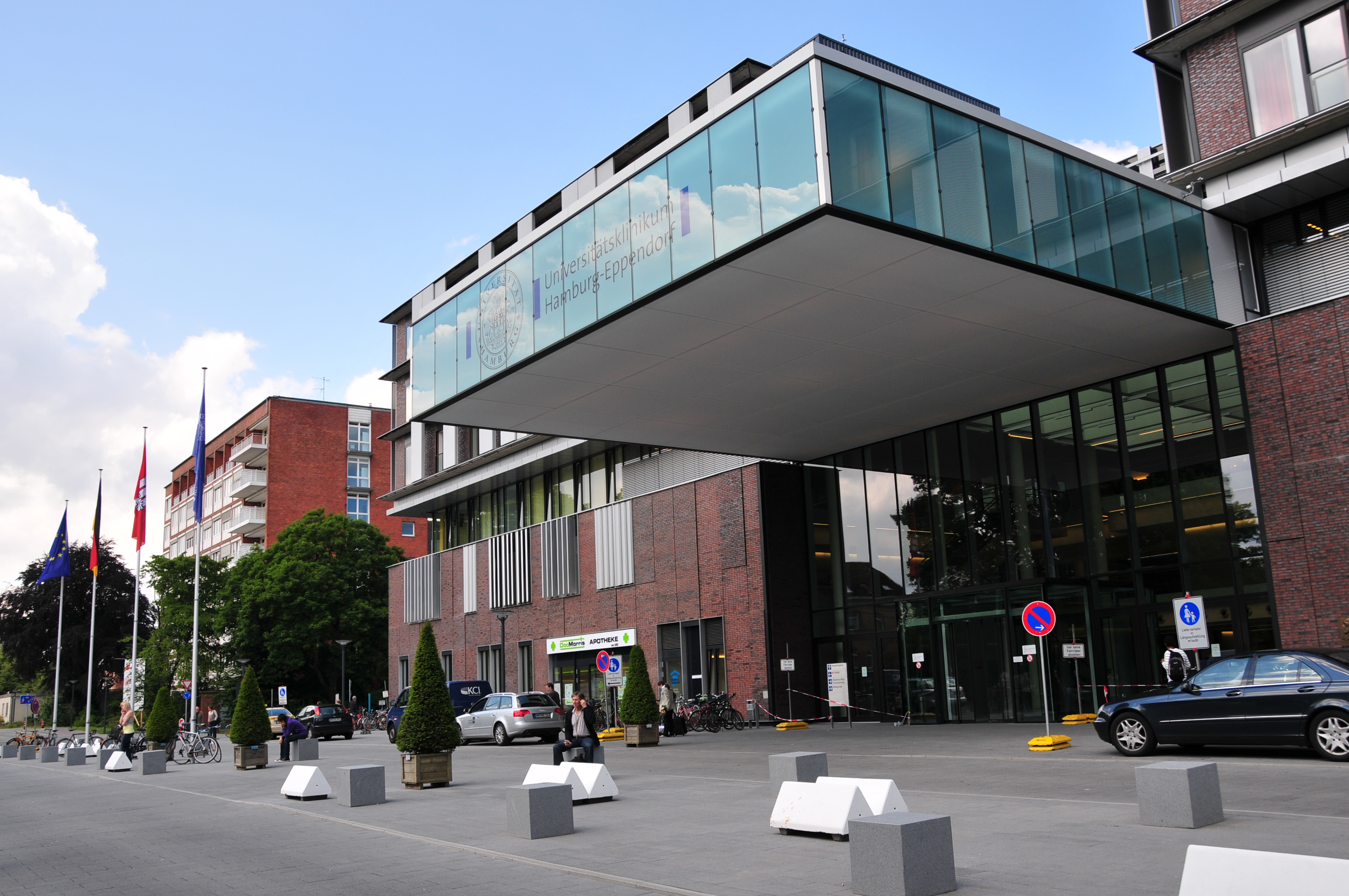
Главный корпус Университетской клиники Гамбург-Эппендорф

### Онкологический центр
Амбулаторный центр Губертуса Вальда (Hubertus Wald) — Университетский онкологический центр Гамбурга (Universitäres Cancer Center Hamburg) сертифицирован Немецким обществом гематологии и онкологии. Центр занимается диагностикой и лечением всех видов онкологических заболеваний, включая редкие формы новообразований. Для этого имеются все необходимые ресурсы, включая банк стволовых клеток, хирургическое лечение, химиотерапию, лучевую терапию, иммунотерапию и гормональную терапию. Подразделение, занимающееся заболеваниями поджелудочной железы, является одним из ведущих мировых центров по лечению данных патологий.
Ведется работа по улучшению диагностических и терапевтических методов борьбы с онкологическими заболеваниями. В ходе еженедельных междисциплинарных конференций вырабатываются оптимальные программы лечения для каждого пациента. Все результаты лечения регистрируются в реестре клинических исследований рака. По завершении лечения для каждого пациента разрабатывается план физиотерапевтических мероприятий.
Отделение онкологии, гематологии, трансплантации костного мозга и пульмонологии проводит лечение пациентов с первичным раком внутренних органов и кроветворной системы. Особые успехи достигнуты при диагностике и медикаментозном лечении нарушений свертываемости крови, раке крови, опухолей половых органов, желудочно-кишечных опухолей, при раке соединительных тканей, пульмонологических заболеваниях и лёгочной гипертензии.
Научные исследования направлены на разработку новых молекулярно-таргетных методов лечения рака, при которых отключаются механизмы роста и развития вторичных злокачественных клеток и опухолей.
Отделение трансплантации стволовых клеток сертифицировано Объединённой комиссией по аккредитации и Европейской группой трансплантации крови и костного мозга. Это крупнейшее в Европе медицинское учреждение по пересадке стволовых клеток, предоставляющее лечение в соответствии с международными стандартами. Имеется большой опыт в лечении миелофиброзов, включая пациентов старше 70 лет. В Отделении проводятся исследования аллогенной трансплантации стволовых клеток.
Отделение оснащено специальной приёмной для больных с множественной миеломой, лейкемией, миелодиспластичеким синдромом, злокачественными лимфомами и миелофиброзом.
Целью исследовательской работы является минимизация риска возникновения побочных эффектов и реакций при аллогенной трансплантации. Разрабатываются методы генной и иммунной терапии.
В Отделении лучевой терапии предоставляются все современные радиационные процедуры лучевой терапии. В основном, медицинскую помощь получают пациенты, страдающие онкологическими заболеваниями, но также ведется прием пациентов с дегенеративными заболеваниями суставов. Применяется конформная лучевая терапия, брахитерапия, имплантация радиоактивных капсул, томотерапия, стереотаксическое облучение доброкачественных и злокачественных опухолей головного мозга, а также комбинированная радио- и химиотерапия.
Чаще всего облучение используют при заболеваниях молочной железы, Рак простаты, опухолях прямой кишки, а также при метастазах в костных тканях. Кроме того, принимаются пациенты с доброкачественными и злокачественными опухолями мозга, внутриутробными опухолями плода, лимфомами.
Научная работа направлена на развитие томотерапии, как метода лечения при очень больших и труднодоступных опухолях, сохраняя при этом бережное отношение к здоровым тканям.
Отделение ядерной медицины обладает сертификатом соответствия критериям Европейского Союза врачей, а также кафедры радиационной медицины. Отделение специализируется на получении мультимодальных изображений, что позволяет четко определить метаболические нарушения различных анатомических структур. Оборудование ПЭТ/КТ и ОЭКТ/КТ позволяет проводить диагностику высокой точности.
В научной работе большое внимание уделяется разработке и тестированию программного обеспечения, необходимого для решения медицинских вопросов, исследуются вопросы диагностики неврологических заболеваний (болезнь Паркинсона), уделяется внимание выявлению опухолей, например в лёгких.

### Хирургический Центр
Отделение общей хирургии обладает статусом центра экспертизы в хирургической колонопроктологии. Оказывается медицинская помощь по общей, висцеральной и торакальной хирургии, используются самые последние достижения медицины при лечении заболеваний груди, легких, брюшной полости, гормоно- и кроветворных органов, кровеносных сосудов, а также болезненного ожирения и злокачественных опухолей. Широко применяются малоинвазивные методы хирургического вмешательства. Проводятся уникальные операции при заболеваниях поджелудочной железы. Это один из крупнейших центров по лечению ожирения.
Ведётся специальный прием для пациентов с заболеваниями сосудов, щитовидной железы, надпочечников, а также при саркоме мягких тканей, толстой кишки и ануса. Оказывается помощь пациентам с заболеваниями лёгких и грудной полости.
Научные изыскания сосредоточены в трёх направлениях: рак брюшной полости и грудной клетки, рак поджелудочной железы и развитие малоинвазивных методов хирургии, включая сенсорные технологии.
В Отделении травматологии, хирургии кисти и реконструктивной хирургии проводятся операции по сохранению и хирургической реконструкции костей, органов и тканей, которые подверглись травматическому повреждению. Оказывается хирургическая помощь пациентам с множественными травмами, тяжелыми повреждениями костей таза и позвоночника, при воспалении и опухолях костной ткани, в уходе и лечении пациентов пожилого возраста в случаях возрастных переломов. Применяются минимально инвазивные хирургические технологии. Ведётся прием пациентов с дегенеративными, воспалительными, травматическими и опухолевыми изменениями и деформациями позвоночника. На базе Отделения в 2010 году открыт первый в Германии центр, специализирующийся на ортопедической хирургии для пациентов, попавших в различные аварии.
В ходе научных исследований изучаются новые методы лечения повреждённых хрящей и хрящевых тканей.
Отделением урологии оказывается медицинская помощь пациентам в соответствии с современными требованиями. В сотрудничестве с Мартини-Клиник (названной в честь хирурга Erich Martini) осуществляется самое большое в Европе количество радикальных оперативных вмешательств при раке предстательной железы. Посредством микрохирургической техники и роботизированной технологии, ликвидируется причина заболевания пациента с одновременным сохранением потенции и нормальных функций мочевыводящих каналов. Для лечения доброкачественной гиперплазии предстательной железы применяется малоинвазивная лазерная хирургия. Совместно с сотрудниками Детской больницы Альтона и Отделением детской хирургии создана крупнейшая в Северной Германии Детская урологическая клиника.
Проводится прием пациентов с заболеваниями мочевого пузыря, яичек, почек, наряду с применением малоинвазивной хирургической технологии, используется лазерная терапия. В Междисциплинарном Центре заболеваний таза Университетской клиники Гамбург-Эппендорф применяются нейро-урологические методы для решения проблем с мочеиспусканием или недержанием мочи.
В ходе научно-исследовательской работы изучаются механизмы реконструкции уретры на клеточном уровне, специалисты Отделения работают в области тканевой инженерии и участвуют в клинических исследованиях лабораторно выращенных тканей, предназначенных для пересадки.
Отделение гинекологии сертифицировано в соответствии с критериями немецкого Центра рака и Сенологического общества. Это центр по вопросам лечения гинекологической онкологии хирургическими и консервативными методами, а также региональный маммологический центр. Ведется прием пациентов с эндокринологическими заболеваниями, а также урологической и гинекологической онкологией. В 2004 году был создан междисциплинарный Центр груди. Здесь принимаются женщины с диагнозом рак молочной железы для прохождения всех необходимых диагностических и терапевтических процедур, сосредоточенных в одном здании. При заболеваниях яичников или при подозрениях на образования злокачественных опухолей, предоставляется современная целенаправленная диагностика. Предоставляется диагностическая и лечебная помощь при ранних изменениях и предраковых поражениях шейки матки, влагалища и наружных половых органов.
Главное направление клинических исследований сосредоточено на проведении испытаний новых диагностических и терапевтических процедур при заболеваниях молочных желез и раке яичников.
Отделение патологии позвоночника оказывает медицинскую помощь при заболеваниях позвоночника и его отделов, включая искривления позвоночника, грыжи межпозвоночных дисков, переломы, инфекционные и опухолевые процессы, а также артриты. Ежегодно в Отделении проводятся в среднем 1000 операций, при этом большинство из них выполняются с помощью малоинвазивных хирургических техник. После проведения консервативного лечения или оперативного вмешательства, для каждого пациента разрабатывается план физиотерапевтического лечения.

### Центр кардиологии

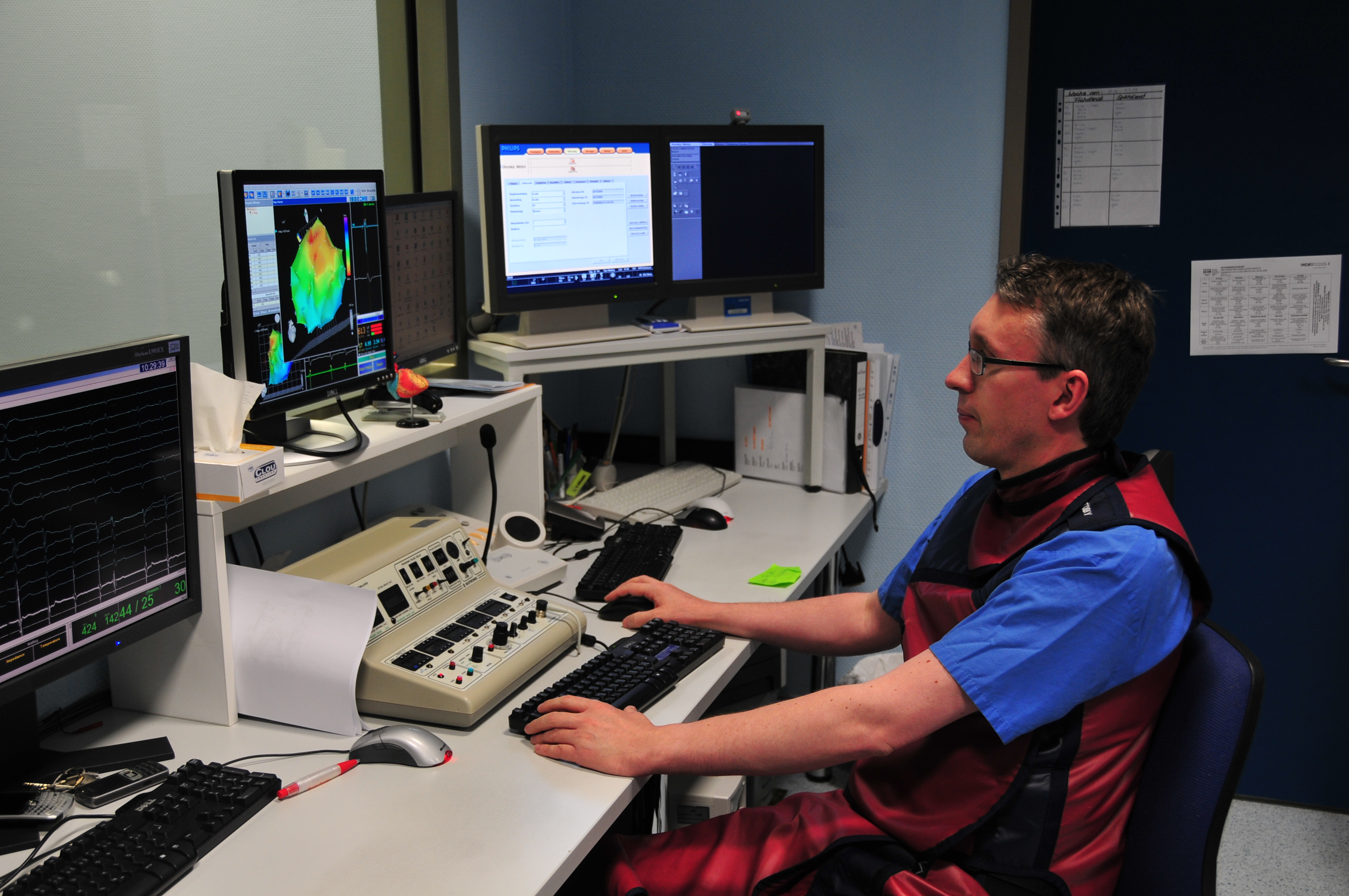
В Кардиоцентре Университетской клиники Гамбург-Эппендорф

В Отделении общей и интервенционной кардиологии оказывается помощь пациентам со всеми видами заболеваний сердца и сердечно-сосудистой системы. В отделении работают специалисты в области диагностики и лечения коронарных артерий, сердечной недостаточности, дефектов клапанов сердца, патологических расширений аорты, а также в области врождённых пороков сердца и соединительных тканей, особенно проявлений синдрома Марфана. В сотрудничестве со специалистами трансплантологии ведется прием и уход пациентов перед операцией по пересадке сердца или лёгких и после неё. Осуществляется реконструкция митрального клапана сердца с помощью катетеров, а также уникальная операция клипирования митрального клапана.
Клинические исследования направлены на изучение следующих трёх кардиологических проблем:
- изучение механизмов лечения рестеноза, то есть повторного сужения стентов с появлениями перетяжек коронарных сосудов,
- новые методы визуализации для коронарных сосудов и сердечной мышцы,
- разработка поддерживающих катетеров сердечных клапанов, особенно при сужении выходного клапана (аортальный стеноз) и патологиях впускного клапана.

Действует экспериментальный научно-исследовательский центр по изучению влияния лейкоцитов и их ферментных систем на развитие ишемической болезни сердца, сердечной недостаточности и нарушений сердечных ритмов.
В Отделении кардиологии и электрофизиологии осуществляется диагностика и лечение пациентов с нарушениями сердечного ритма; лечение фибрилляций предсердий при помощи метода катетерной абляции. Специалистами Отделения разработан метод роботизированной навигации, для получения доступа к тканям, отвечающим за развитие аритмии.
При брадикардических нарушениях ритма сердца производится имплантация кардиостимуляторов. Благодаря имплантируемым дефибрилляторам предотвращается внезапная остановка сердца у пациентов с врождёнными нарушениями ритма сердца, такими как синдром Бругада или синдром удлинённого интервала, а также у пациентов с коронарным заболеванием сердца или дилатативной кардиомиопатией. Пациентам с сердечной слабостью проводится имплантация аппаратов для сердечной ресинхронизации. При эхографической оптимизации применяется тканевая цветовая допплерография.
Проводятся исследования в изучении фибрилляции предсердий, частых и сложных аритмий; в области роботизированной навигации, работы с изображениями в ходе интервенционных процедур (МРТ) и катетерной абляции желудочковой тахикардии.
Отделение сердечно-сосудистой хирургии предоставляет медицинские услуги пациентам с кардиологическими заболеваниями, которым необходимо оперативное лечение, начиная от врождённых пороков у детей и до приобретённых пороков сердца других возрастных групп. Основным направлением является лечение коронарных сосудов сердца при помощи малоинвазивных технологий, методом так называемой «хирургией замочной скважины». Применяются роботизированные операции или «гибридный метод», в основе которого сочетаются малоинвазивная хирургия и имплантация стентов. При соответствующих показаниях проводятся уникальные операции по замене клапана через сердечный катетер, комбинированные трансплантации сердца и легких.
Специалистами Отделения проводятся научные изыскания по следующим направлениям:
- реконструкция сердечных клапанов
- трансапикальное чрескатетерное протезирование аортального клапана
- применение роботизированной техники в ходе малоинвазиных операций
- консервация органов, предназначенных для консервации
- решение иммунологических проблем при трансплантации
- выращивание сердечной ткани.

Отделение детской кардиологии обеспечивает стационарное лечение детей и подростков с врождёнными пороками сердца. Широко применяются катетерные методики в лечении врождённых пороков, например, при образовании отверстий в перегородке сердца, при сердечной недостаточности и аритмиях. Для диагностики и осуществления эффективного контроля хода лечения применяется трехмерная эхокардиография.
Научно-исследовательская работа направлена на улучшение визуализации сердечно-сосудистой системы в ходе таких процедур как эхокардиография и МРТ, а также применение кардиологических катетеров, биохимических маркеров сердечной недостаточности, улучшение качества жизни детей с кардиологическими заболеваниями.
Отделение детской кардиохирургии является одним из ведущих медицинских учреждений такого рода в Германии и Европе. Здесь получают лечение пациенты с врождёнными пороками сердца и магистральных сосудов от младенческого возраста и до взросления. Научные исследования сосредоточены на следующих приоритетных областях:
- влияние терапии на заболевания сердечной недостаточности у детей;
- исследования синдрома Марфана;
- повышение качества жизни детей с врождёнными пороками сердца;
- исследование системы свертывания и проблемы искусственной поддержки кровообращения;
- применение катетеров в ходе интервенционной терапии.

Отделение сосудистой хирургии оказывает помощь при заболеваниях артериальной и венозной сосудистой системы, заболеваниях аорты, сужении сонной артерии и окклюзионной болезни артерий таза и ног. Проводится лечение малоинвазиными методами при закупорке глубоких вен. Совместно с Отделением дерматологии и венерологии и сотрудниками Отделения травматологии, хирургии кисти и реконструктивной хирургии оказывается помощь пациентам с хронической язвенной болезнью и при «диабетической стопе». Проводятся операции по имплантации аортальных стентов.
Разрабатываются новые материалы для создания артериальных протезов, новые малоинвазивные и эндоскопические методы и ведется работа по лечению таких заболеваний как гиперплазия интимы.

### Центр головного мозга и клинической нейрохирургии
Отделение неврологии имеет сертификат, выданный Обществом по изучению инсультов Германии. Являясь крупнейшим подразделением германского межрегионального инсультного блока, данное отделение участвует в компании «Гамбург против инсульта». Проводится лечение синдрома «усталых ног», нарушения сна, мышечной слабости, миастении, бокового амиотрофического склероза, нейрофиброматоза, нейрогенетических заболеваний, нарушений зрения, а также рассеянного склероза и болезни Паркинсона, для которых проводится глубокая стимуляция мозга. Также принимаются пациенты с другими двигательными расстройствами (дистония, тремор, атаксия).
В Отделении нейрохирургии лечат заболевания головного и спинного мозга. Особое внимание уделяется операциям по удалению злокачественных опухолей и лечению сосудистых заболеваний головного мозга. Используется малоинвазивная хирургия, эндоскопия, лазерное облучение, интраоперационный мониторинг. Проводится лечение опухолей гипофиза, расстройств центральной нервной системы, эпилепсии, а также заболеваний позвоночника, включая патологии межпозвонковых дисков, стеноз позвоночного канала и опухоли спинного мозга.
Отделение отоларингологии специализируется на лечении заболеваний щитовидной железы и реконструктивной хирургии гортани, трахеи, носа и ушей. Проводится лечение не хирургическим путём, с помощью новейших препаратов, так называемая «таргетная терапия». В спектр пластической и реконструктивной медицины входят операции по изменению формы носа, ушей, а также лица и шеи. Применяются малоинвазивные и эндоскопические методы при операциях на шее, горле, верхних дыхательных путях, верхних отделах пищеварительного тракта и придаточных пазухах носа. Проводятся операции при заболеваниях среднего уха, на основании черепа, установка частично имплантируемых слуховых аппаратов и кохлеарных имплантов у детей и взрослых. В составе Отделения имеются специализированные клиники, организованные для лечения различных отдельных видов ЛОР заболеваний.
Отделение сурдологии, фониатрии и логопедии является центром исследований в области лечения патологий речи, слуха, голоса и языка. Работа специалистов по фониатрии и педаудиологии направлена на своевременное выявление нарушений голоса и слуха у детей. Предоставляется диагностика и лечение проблем с голосом для пациентов голосовых профессий (профессиональных дикторов и исполнителей), применяется фонохирургическая методика и микроинвазивная хирургия, направленная на улучшение состояния голоса.
В Отделении челюстно-лицевой хирургии наряду со стандартными операциями проводятся сложнейшие хирургические вмешательства при лечении доброкачественных и злокачественных новообразований кожи лица, слюнных желез, полости рта и черепно-лицевых костей. Проводится индивидуальное планирование терапии с учётом стадии заболевания, сопутствующих заболеваний, а также пожеланий пациентов. В ходе хирургического лечения опухолей применяются современные интраоперационные технологии, навигационные системы с 3D трехмерным изображением. При повреждении костей и мягких тканей головы используется метод остеосинтеза, с использованием титановых пластин и сеток. Оборудование клиники позволяет получить во время операции рентгеновское изображение лица пациента, который находится под наркозом, что даёт возможность минимизировать необходимость последующих корректирующих процедур.
Оказывается помощь и уход за пациентами с генетическими заболеваниями, а также с другими патологиями, включая увеличение размера лица. Решаются вопросы, связанные с восстановительной и эстетической хирургией.

### Мартини Клиника Университетской клиники Гамбург-Эппендорф
Специализируется на лечении рака предстательной железы. Это крупнейшая клиника, узко специализирующаяся на данном диагнозе. В лечении каждого пациента участвуют урологи, хирурги, патологи, радиационные терапевты и онкологи; пациенту оказывается поддержка психологом. Выдающихся успехов достигли хирурги, проводящие нервосберегающую операцию — радикальную простатэктомию. После щадящего хирургического вмешательства у более чем 90 % пациентов сохраняются нормальные функции удержания мочи и потенции.
С 2008 года для проведения малоинвазивных операций применяется роботизированный аппарат да Винчи. Помимо этого, используются различные виды лучевой терапии. Применяется также брахитерапия, лучевая терапия и чрескожная томотерапия.
Для диагностики рака предстательной железы применяют ультразвуковую эластографию, цветную ультразвуковую допплерографию, магнитно-резонансную томографию. В ходе целенаправленной диагностики и терапии гарантируется обнаружение опухоли, даже в сложных случаях.
В Мартини-Клинике ведутся фундаментальные исследования диагностических и терапевтических подходов при лечении рака простаты. При непосредственном участии научных специалистов Мартини-Клиник летом 2010 года была получена расшифровка генома рака предстательной железы.

### Центр глазных болезней
Крупнейшее офтальмологическое медицинское учреждение северной части Германии, ежегодно Центр принимает в среднем 17000 пациентов с проблемами зрения, включая помутнение хрусталика и глаукому, патологию век, слезных протоков и роговицы, а также косоглазие. Проводятся специализированные консультации пациентов с изменениями в сетчатке глаза — макула, а также пациентов с глазными опухолями. Осуществляется лазерное лечение аномалий рефракции. С 1981 года, функционирует банк роговицы, что позволило провести свыше 10000 операций по трансплантации.
Научно-исследовательская работа сфокусирована на разработке инновационных методов коррекции аномалии рефракции, в том числе имплантации торических линз или лазерные процедуры. Ведется работа по созданию новых способов лечения заболеваний сетчатки, для чего был разработан чип сетчатки и проведены эксперименты на животных, в которых были применены стволовые клетки.
Центр радиологии и эндоскопии
В Отделении радиологии проводится радиотерапия и диагностика с применением новейшего цифрового оборудования. Компьютерная томография, ангиография, ультразвуковая и позитронно-эмиссионная томография позволяют получить четкое изображение всех участков тела, включая коронарные сосуды. Магнитно-резонансная томография применяется для исследования состояния суставов, мягких тканей и костей.
В ходе маммографии изучаются возможности определения точной локализации опухоли до операции. Проводится ряд диагностических процедур для подготовки к операциям на сосудах. В специальном приёмном отделении для пациентов с заболеваниями печени и почек с помощью результатов ангиографии точно определяют область хирургического вмешательства и метод лечения.
Отделение нейрорадиологии является одной из первых в Германии специализированных клиник нейрорадиологии. Здесь широко применяются малоинвазивные хирургические методы лечения различных заболеваний. На практике реализуется междисциплинарный подход в лечении пациентов совместно со специалистами по неврологии, офтальмологии, отоларингологии и челюстно-лицевой хирургии. Это один из немногих нервно-сосудистых центров Германии, где оказывается помощь при цереброваскулярных аневризмах.
В Отделении эндоскопии внедрено множество новых методов, способствующих развитию и улучшению проведения эндоскопии желудочно-кишечного тракта. Предлагается полный спектр процедур с применением эндоскопии:
- гастро- и колоноскопическое обследование для обнаружения карциномы на ранних стадиях;
- ретроградная холангиопанкреатография для исследования и лечения желчных протоков и поджелудочной железы;
- ультразвуковое сопровождение при биопсии;
- исследования желудочно-кишечного тракта с помощью мини-капсул;
- ударно-волновая литотрипсия для разрушения камней поджелудочной железы и желчных протоков;
- Энтероскопические обследования при заболеваниях тонкого кишечника.

Проводится научно-исследовательская работа по изучению заболевания пищевода Баретта, которое возникает в результате многолетней изжоги.

### Центр внутренних болезней и дерматологии
Отделение гастроэнтерологии, инфекционных заболеваний и тропической медицины специализируется на лечении заболеваний желудочно-кишечного тракта, печени, поджелудочной железы, а также заболеваний при недостаточности тропных гормонов гипофиза и терапии опухолей. Предоставляется уход за пациентами до и после пересадки печени. Осуществляются все виды эндоскопических процедур, включая фотодинамическую терапию. Аппаратура, применяемая при процедурах мини-лапароскопии и при лечении цирроза печени, разработана сотрудниками данного Отделения.
Одной из основных задач отделения является оказание медицинской помощи пациентам с хроническим гепатитом B и С. Создано специальное амбулаторное отделение, в котором ведется прием пациентов с аутоиммунными заболеваниями печени, включая аутоиммунный гепатит, первичный билиарный цирроз печени, первичный склерозирующий холангит. Предоставляется лечение в стационарном и амбулаторном режиме при таких заболеваниях, как опухоли печени и желчных путей, заболевания поджелудочной железы, а также хронические воспалительные заболевания кишечника.
Целью исследований процессов является выработка наиболее эффективных методов лечения аутоиммунных заболеваний печени, рака печени и поджелудочной железы. Совместно с институтом Бернарда Нохта осуществляются исследования в области тропической медицины и инфекционных заболеваний, включая малярию. Создан национальный исследовательский фонд совместно с Гамбургским Университетом, направлением которого является изучение воспалительных заболеваний печени.
Отделение гепатобилиарной хирургии и трансплантологии реализует междисциплинарный подход к лечению опухолей мочевого пузыря, печени, желчевыводящих путей, желчного пузыря, а также по пересадке печени, почек и поджелудочной железы. Это крупнейшая клиника трансплантологии в Северной Германии, специализирующаяся на пересадке печени, и крупнейший в Европе детский центр трансплантации печени. В этой клинике начала работать первая общеевропейская программа по трансплантации доли печени от живого родственного донора. В этом отделении уделяется большое внимание применению малоинвазивной терапии при лечении доброкачественных опухолей печени и желчного пузыря. Для лечения сложных заболеваний применяются инновационные методы, в том числе компьютерной 3D-реконструкции и хирургической навигации. Совместно с Центром детской трансплантологии почек применяются новейшие методы пересадки почки от живого донора, включая АВО-несовместимые.
В сотрудничестве с клиниками терапии и радиологии открыт первый междисциплинарный приёмный покой для пациентов с опухолями печени и желчных протоков.
Научные изыскания проводятся в области иммунологии, иммуногенетики, тканевой инженерии, онкологических фундаментальных исследований, иммуносупрессии при трансплантации органов. А также развитие управляемых 3D методов компьютерной навигации в ходе резекции печени для лечения пациентов с метастазами в печени.

Отделение нефрологии, ревматологии и эндокринологии осуществляет лечение пациентов с заболеваниями почек, метаболическими и гормональными нарушениями. Оказывается предоперационное и послеоперационное лечение при пересадке почек, включая сложные комбинированные операции по пересадке почек и поджелудочной железы или почек и печени.
Специалисты отделения консультируют пациентов с воспалением почек (гломерулонефрит), проблемами эндокринной системы (сахарный диабет, заболевания щитовидной железы, избыточный вес) и в отношении заболеваний, связанных с воспалительными процессами.
Исследовательская работа нацелена на изучение процесса регуляции воспалительных реакций почек. Ведется поиск оптимальной лекарственной терапии неблагоприятных реакций иммунной системы организма, особенно при трансплантации почек.
К основным задачам Отделения дерматологии и венерологии относятся лечение опухолей и хронических воспаление кожи, таких как псориаз и нейродермит. Проводится комплексное диагностирование и лечение аллергий. Применяется лазерная терапия в случаях вазодилатации, пигментации, при образовании рубцов и других медицинских и косметических проблемах. В лечении хронических ран используются ультразвуковая очистка и очистка специальными вакуумными насосами. Для лечения псориаза и экземы применяются биопрепараты. При заболеваниях вен наряду с классическим методом удаления варикозных вен, применяется также радиочастотная индуцированная термотерапия с использованием радиоволн. Ведется прием пациентов с аутоиммунными заболеваниями кожи, а также с заболеваниями, развившимися вследствие иммунологической терапии. Имеется отдел эстетической медицины, где помогают избавиться от морщин, проводится лечение гипергидроза и открытых язв.

### Центр акушерства, детской и подростковой медицины
Отделение акушерства и перинатальной медицины осуществляет консультативно-диагностическую помощь, обследование состояния беременных женщин и плода. Основная медицинская деятельность касается своевременного выявления патологии, предупреждения отклонений в развитии плода, подготовке к родам, и бережного родовспоможения. Отделение сотрудничает со специалистами неонатологии, детской хирургии, детской кардиологии, кардиохирургии, генетики человека и другими смежными дисциплинами. Большинство врачей сертифицированы в соответствии с критериями «Фонда медицины плода», «Немецкого общества ультразвука в медицине», пренатальной диагностики и «Фонда фетальной медицины». В этом отделении, впервые в Германии, родильные залы были оборудованы с учётом концепции фэн-шуй. Имеются семейные палаты, в которых молодые родители могут спокойно оставаться наедине со своим новорождённым малышом. Работают курсы по йоге, акупунктуре, уроки детского массажа и кормления малыша.
В амбулаторном отделении осуществляются консультации женщин при тазовом предлежании плода, многоплодной беременности, после кесарева сечения, при заболеваниях сахарным и гестационным диабетом.
В рамках европейского проекта Eurofetus (Endoscopic Access to the Fetoplacental Unit — Эндоскопия плода и плаценты) проводятся изучение и усовершенствование хирургического вмешательства в утробу матери при синдроме трансфузии у близнецов или при диафрагмальной грыже.
Отделение детской и подростковой медицины совместно с Отделением акушерства и пренатальной медицины образует перинатальный центр высшей категории медицинского обслуживания, в котором оказывается помощь пациенткам с беременностью высокой степени риска, а также недоношенным детям или с врождёнными пороками развития. Оказывается уход за детьми после трансплантации печени и почек. Функционирует крупнейшая в Северной Германии больница для детей с почечной недостаточностью. Работает специализированный приёмный покой для детей с нарушениями обмена веществ, заболеваниями желудочно-кишечного тракта и печени, желчного пузыря и поджелудочной железы. Оказывается помощь детям с нарушениями ревматологического характера и иммунной системы. Ежегодно получают помощь стационарно свыше 3500 детей и более 13000 обслуживаются амбулаторно. Проводятся исследования по выявлению причин детских заболеваний.
Отделение детской гематологии и онкологии является крупнейшей в Европе клиникой, где оказывается помощь пациентам с тяжелыми заболеваниями. Здесь принимают детей с острым лимфобластным лейкозом, осуществляется трансплантация костного мозга и стволовых клеток. Накоплен большой опыт ведения лечения врождённого иммунодефицита и нарушений свертываемости крови. Также, здесь принимают детей со злокачественными заболеваниями, врождёнными нарушениями иммунной защиты и анемией.
В 2007 году на базе отделения детской гематологии и онкологии Университетской клиники Гамбург — Эппендорф открыт научно-исследовательский институт детской онкологии. НИИДО занимается поисками новых методов лечения лейкемии, солидных опухолей, выяснением причин возникновения врождённого иммунодефицита и врождённого нарушения свертывания крови.

### Центр анестезиологии и интенсивной терапии
Отделение анестезиологии входит в пятёрку крупнейших анестезиологических клиник Германии ежегодно проводя в среднем 28000 анестезий при операциях и диагностических процедурах, включая выездное амбулаторное обслуживание. Отдельный парк из десяти машин скорой помощи отделения анестезиологии совершает 6000 выездов ежегодно.
Сотрудниками отделения ведутся научные исследования в области изучения основ болевой терапии и механизмов воспалительных реакций на молекулярном уровне.
Отделение интенсивной терапии включает все отделения реанимации при департаментах хирургии для взрослых, центра внутренних болезней, а также неврологии и кардиологии. Применяется междисциплинарный подход оказания комплексной помощи и интенсивного ухода специалистами интенсивной терапии, хирургами, терапевтами и неврологами. Результатом реанимационной помощи является передача пациентов в стабильном состоянии в другие отделения для дальнейшего лечения. По статистике, уровень устойчивости стабильного состояния после выхода из реанимации превышает 98 %, что является очень высоким показателем для Германии.

### Центр стоматологии и лицевой ортопедии
В Отделении ортодонтии ведется прием пациентов всех возрастов, оказывается помощь при деформациях различной степени тяжести, включая аномалии развития ротовой полости, а также при ревматизмах и неправильном прикусе.
Для лечения смещения челюстного сустава внутрь в арсенале специалистов имеются шины, которые воздействуют на соединительный сустав, что позволяет остановить развитие заболевания за счёт моделирования активных движений челюсти.
В Отделении протезирования осуществляется восстановление жевательной функции путём использования зубных протезов и имплантов. Для производства искусственных зубов и имплантов применяются современные материалы и компьютерные технологии.
Основной задачей Отделения стоматологии является предотвращение и лечение на начальных стадиях развития заболеваний зубов и десен, таких как периодонтит и гингивит. Применяются современные технологии и пломбировочные материалы.

### Центр психосоциальной медицины
В Отделении психиатрии и психотерапии лечение строится на биопсихосоциальной модели психических расстройств и заболеваний. Ведется амбулаторный прием пациентов с повышенной тревожностью, депрессиями, психозами, наркоманией и обессивно-компульсивными расстройствами. Перед специалистами поставлена задача улучшения ранней диагностики и лечения психических расстройств, а также реинтеграция и повышение качества жизни пациентов и членов их семей.
Отделение детской и подростковой психиатрии с октября 2010 года объединено с Отделением детской и подростковой психосоматики. Благодаря этому, пациентам предоставляется междисциплинарная помощь при психических и психосоматических расстройствах, как для младенцев, так и для детей и подростков. Оказывается диагностическая и медицинская помощь в случаях агрессии матерей, детям, страдающим аутизмом, психозами, при пограничных состояниях психики и расстройствах пищевого поведения.

### Амбулаторный Центр Университетской клиники Гамбург-Эппендорф

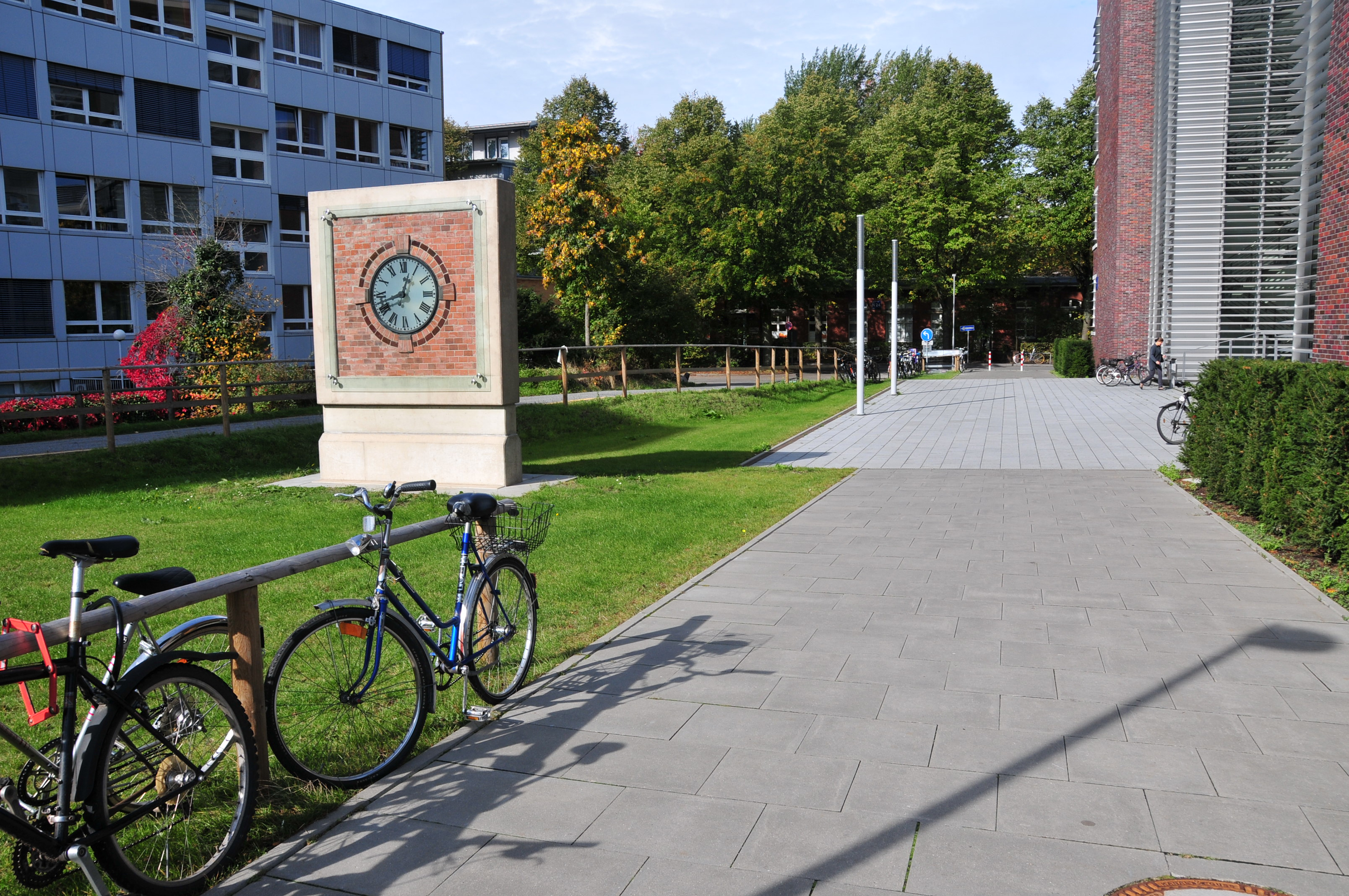
Здание научно-исследовательских лабораторий Университетской клиники Гамбург-Эппендорф

Был основан в 2004 году для оказания медицинской специализированной помощи высокого уровня в амбулаторных условиях. В отделении работают специалисты разных медицинских дисциплин для предоставления наиболее полного терапевтического лечения пациентов. Проводятся исследования в области клинических испытаний методов лечения сложных заболеваний и серьёзных осложнений.
Детская клиническая больница Альтона (Altonaer).
Здесь оказываются услуги по диагностике, терапевтическому лечению и хирургии детям и подросткам. Ортопедическое отделение Клиники Альтона предлагает новейшие методы для лечения сколиоза, такие как нейрохирургическая ризотомия. В отделении перинатальной помощи ежегодно выхаживаются в среднем 120 детей родившихся с весом около 1500 граммов.
Основные специализации:
- Пульмонология, бронхология и аллергология;
- Диабетология и эндокринология;
- Детская хирургия;
- Детская ортопедия и травматология;
- Детская и подростковая психосоматика;
- Неонатология с большим перинатальным центром.

Проводятся консультации детей с ортопедическими заболеваниями до и после операций. Ведется прием детей с ограничениями в движениях. Проводится в среднем 1400 ортопедических операций в год.
Научные исследования ведутся в следующие направлениях:
- Исследование развития и лечения дефектов брюшной стенки;
- Исследования некрозирующего энтероколита (заболевание кишечника, возникающее при осложнениях у недоношенных детей весом менее 1500 граммов);
- Раннее выявление кистозного фиброза лёгких у маленьких детей;

Применяются неинвазивные методы лечения заболеваний дыхательных путей с помощью лазера. С помощью тонкого и легкоуправляемого лазерного устройства оказывается эффективная помощь младенцам и детям младшего возраста при лечении бронхиальной системы. Этот же метод применяется в хирургии и урологии для тончайшей работы в условиях ограниченного пространства, а также при большой глубине проникновения.